# Любашівська загальноосвітня школа І—ІІІ ступенів — гімназія
Любашівська загальноосвітня школа І—ІІІ ступенів — гімназія — середній навчальний заклад зі статусом навчально-виховного комплексу (НВК), що розташований у смт Любашівка (райцентр Одеської області). Найбільший і найпотужніший навчальний заклад в Любашівському районі.

## Історія
- 1944 рік — після звільнення селища від окупантів починає працювати неповносередня семирічна школа (неподалік від зруйнованого більшовиками храму Св. Михаїла).
- 1954 рік — школа стає середньою і одержує назву «Любашівська середня школа № 2»
- 1980-ті роки — після будівництва нових корпусів школа є найпотужнішим в селищі закладом освіти, де навчається більше 1000 учнів.
- 2004 рік — школа перетворюється на НВК «Любашівська загальноосвітня школа І—ІІІ ступенів — гімназія».

## Директори
- Крижанівська З. П.
- Крижанівський О. П.
- Музика А. І.
- Коломійченко В. Д. (заслужений вчитель України, нинішній директор школи)

## Сучасність
НВК «ЗОШ І – ІІІ ст – гімназія» створює для учнів всі умови щодо розвитку особистості шляхом надання освітніх послуг кращої якості та більшого обсягу. У 2007 році адміністрацією НВК одержано ліцензію на викладання  автосправи та комп’ютерної справи. Ефективно продовжує працювати створений тут центр довузівської підготовки. Школа є базою для проведення зовнішнього незалежного оцінювання.